# Marcus Borg
Marcus Joel Borg (11. března 1942 Fergus Falls, Minnesota – 21. ledna 2015, Powell Bute, Oregon) byl americký novozákonní učenec a teolog. Je považován za jednoho z nejvlivnějších zastánců progresivního křesťanství.[zdroj⁠?!]
Borg byl členem Ježíšova semináře a předním vědcem v bádání o historickém Ježíši. Stal se autorem více než dvou desítek knih, v nichž popularizoval novozákonní vědu a přibližoval Bibli a teologii laické veřejnosti.